# 데프헤븐
데프헤븐 (Deafheaven)은 2010년 미국 캘리포니아주 샌프란시스코에서 결성된 포스트 메탈 밴드이다. 이 밴드는 조지 클라크 (George Clarke)와 케리 맥코이 (Kerry McCoy)가 2010년 데모 음반을 만들면서 처음 시작되었으며, 이후 3명의 멤버를 추가로 영입하여 활동을 시작하였다. 2011년 4월 밴드의 첫 정규 음반 Roads to Yuada가 발매되었으며, 2012년 발매된 두번째 정규 음반 Sunbather은 많은 비평가들의 찬사를 받으며 미국 올해의 최고 음반 중 하나로 손꼽히기도 했다. 3집 New Bermuda는 2015년 발매되었으며, 2018년에는 그들의 4집 음반 Ordinary Corrupt Human Love가 발매되었다.
롤링 스톤은 데프헤븐의 음악을 "블랙 메탈, 슈게이징, 포스트 록의 경계선에 서 있는 혼합물"이라고 표현했다. 맥코이는 얼터너티브 록과 초기 스래시 메탈 등 다양한 장르에서 영향을 받았다고 하며, 물론 블랙 메탈에도 영향을 받았기는 하지만 블랙 메탈의 "정신, 미학, 그리고 진정한 소리"를 가지고 있지 않기 때문에 스스로를 블랙 메탈 밴드로 여기지 않고 있다고 했다.

## 음반 목록
- Roads to Judah (2011)
- Sunbather (2013)
- New Bermuda (2015)
- Ordinary Corrupt Human Love (2018)